# Lučka Koščak
Lučka Koščak, slovenka umetnica, * 26. april 1957, Ljubljana, † januar 2022, Ženeva.

## Življenje
Lučka Koščak (1957) je najprej študirala angleščino, slovenščino in srbohrvaščino na Pedagoški akademiji v Ljubljani, kjer je leta 1981 tudi diplomirala. Po nekaj letih poučevanja je vpisala študij kiparstva na Akademiji za likovno umetnost v Ljubljani in po končanem prvem letniku prešla na École supérieure d'art visuel v Ženevi, kjer je leta 1990 diplomirala in dve leti kasneje zaključila še specializacijo iz kreativnosti na smeri tridimenzionalnega izražanja. Za svoje delo je prejela več nagrad in priznanj. Živela in ustvarjala je v razpetosti med Ženevo in Ljubljano. Pokopali so jo 28. januarja 2022 na pokopališču Grand Lancy v Ženevi.
Pomembnejša dela:
- Angeli (kipi)